# دوباره عشق (ترانه دوآ لیپا)
"دوباره عشق" ترانه ای از دوآ لیپا٬ خوانندهٔ انگلیسی٬ از دومین آلبوم استودیویی او٬ یعنی "نوستالژی آینده" (۲۰۲۰) است. این اثر توسط لیپا در کنار کلارنس کافی جونیور، چلسی گرایمز و تهیه کننده آن کوز، با همکاری استوارت پرایس نوشته شده است. این آهنگ در ۱۱ مارس ۲۰۲۱ به عنوان ششمین تک آهنگ آلبوم نوستالژی آینده پخش شد  اما در آمریکا در ۶ ژوئیه ۲۰۲۱ به عنوان چهارمین تک آهنگ آلبوم، پخش شد.  متن این آهنگ موضوعات دل شکستگی و رشد شخصی را مورد بررسی قرار می دهد و می گوید که لیپا پس از یک جدایی آشفته دوباره عاشق می شود. لیپا موزیک ویدیوی آهنگ را در ۳۱ مه از طریق رسانه های اجتماعی اعلام کرد.  این کلیپ به کارگردانی کانادا در ۴ ژوئن منتشر شد.و یکی از بهترین اهنگ های دوا لیپا است که طرفداران زیادی دارد

## موسیقی و متن
"عشق دوباره" یک آهنگ دنس پاپ، دیسکو و الکترو با صدایی کلاسیک است. آهنگ‌های ملودراماتیکِ نو-دیسکوی قرن بیست و یکم با اشعار آن مطابقت دارد   و شامل ویولن‌های «پر صدا» ، صداهای ارکستری ، گیتارهای آکوستیک ، و همچنین ضرب دیسکو و صداهای سینث سایزر است. نمونه‌های تار، بوق و شیپور ترانهٔ «زن من» که در سال ۱۹۳۲ زده شده از ابتدای آهنگ تا آخر آهنگ لیپا، به وضوح دیده می شود. 

## موزیک ویدئو

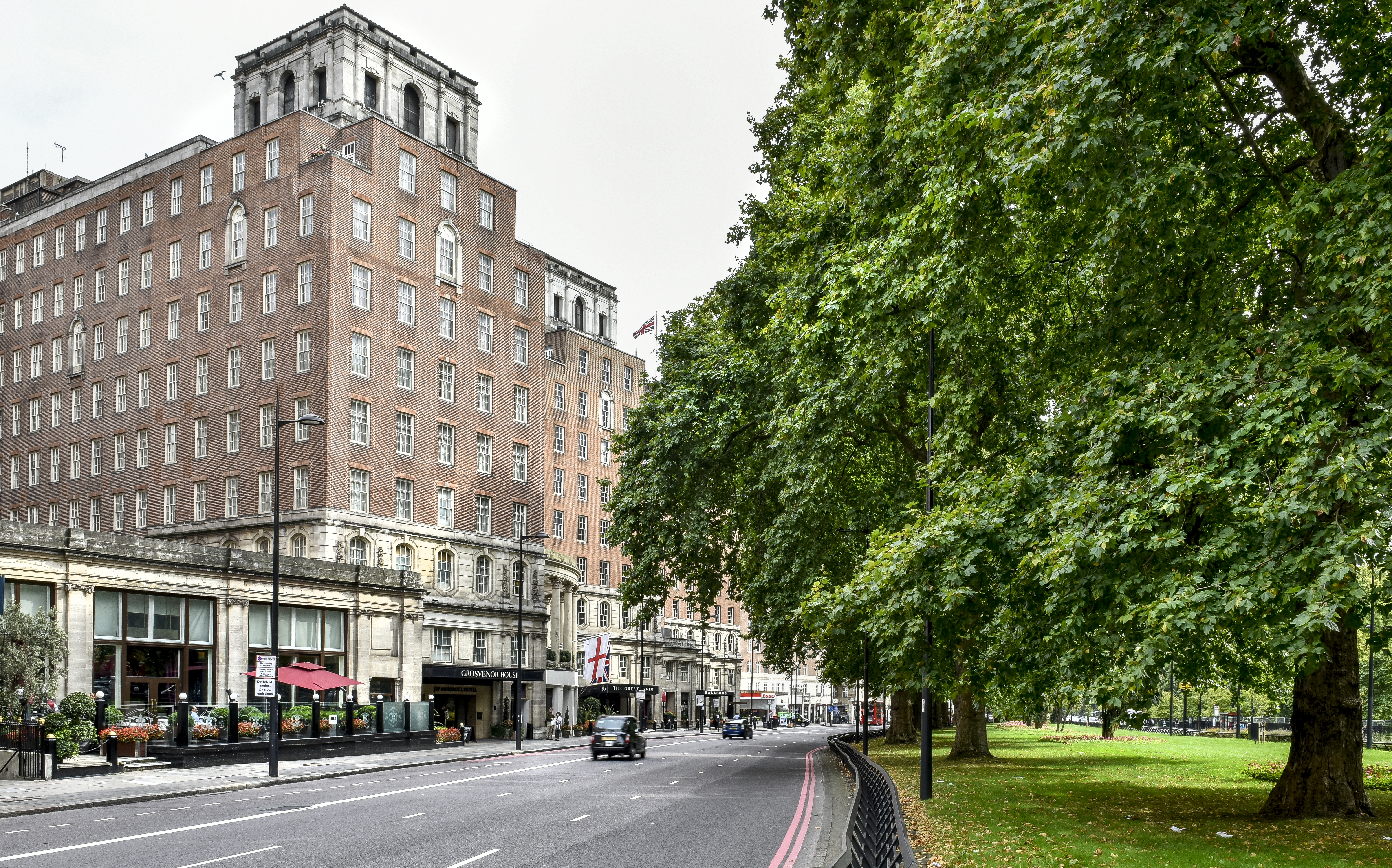
موزیک ویدیوی «دوباره عشق» در هتل گروسونور هاوس لندن فیلمبرداری شد.

موزیک ویدئوی «عشق دوباره» در ۴ ژوئن ۲۰۲۱ در ساعت ۱۲:۰۰ UTC در یوتیوب پخش شد. این فیلم توسط لوپ سرانو از تیم تولید Catlan کانادا کارگردانی شد که تهیه‌کنندهٔ موزیک ویدئوی فیزیکی (ترانه دوآ لیپا) دوآ هم بود. این ویدئو شامل موضوعاتی وسترن دربارهٔ گاوچران‌ها، دختران گاوچران، طناب گاوچران‌ها، گاو مکانیکی و اسب‌سواری است. این ویدئو همچنین به دلقک‌ها و تخم مرغ‌ها اشاره دارد، از جمله یک کابوی با آرایش دلقک که املت درست می‌کند. برخی از تفسیر کنندگان، به شباهت موضوعات و تصاویر بین موزیک ویدئوی «دوباره عشق» و موزیک ویدئوی «به من نگو»، تک آهنگ مدونا اشاره کردند.